# Never Say Never (album av Brandy Norwood)
Never Say Never (marknadsfört som Never S-A-Y Never) är det andra studioalbumet av den amerikanska R&B-sångerskan Brandy, släppt av Atlantic Records den 8 juni 1998. Sångerskans skivbolag anställde David Foster och den kommande stor-producenten Rodney "Darkchild" Jerkins och hans team att jobba med henne på skivan. Jerkins kom att stå för majoriteten av innehållet och utvecklades även senare som Brandys mentor och huvudproducent för kommande projekt under 00-talet.
Influerad av Mariah Carey och Whitney Houston ville Brandy presentera en mognare sida av sig själv och inkorporerade en balladliknande stil med en vuxen modern känsla till albumet. Tack vare Never Say Nevers release underlättades Brandys strävan att bli en mångsidig artist. Cd:n debuterade på Billboard 200:s andra plats med en första veckas försäljning på 160 000 kopior. Skivan tillbringade 28 veckor på topp-20 på listan. Detta blev både hennes högst list-presterande och bäst säljande album dittills på de flesta internationella musikmarknader. Never Say Never har sålt över 16 miljoner kopior globalt och vunnit många priser, däribland en Grammy Award med utmärkelsen Best R&B Performance by a Duo or Group with Vocal för skivans ledande singel "The Boy Is Mine"
Albumet marknadsfördes kraftigt av skivbolaget och stöttades även av världsturnén Never Say Never World Tour, med utsålda arenor i USA, Kanada Eurasien, Oceanien och Afrika.

## Produktion
1997 steg Brandy in i inspelningsstudion igen för att börja arbeta på sitt då obetitlade andra studioalbum med Rodney Jerkins (Darkchild) och pappan Willie Norwood som huvud producenter. Brandy spelade även in låtar med Dallas Austin, Guy Roche och David Foster. Ytterligare inspelningar med Babyface, Fat Joe, Da Brat och Big Pun ägde rum men dessa valdes senare bort.

## Innehåll
Albumet börjar med introduktionen "Never Say, Never Say, Never Say Never" som repeteras åtta gånger, tillsammans med ett futuristiskt helikopter-liknande ljud. Skivans första låt "Angel In Disguise" producerades av Rodney Jerkins och släpptes som endast en radiosingel men gick trots det in på Billboard Hot 100. Brandy som skrev den har i intervjuer senare avslöjat den som sin favorit. Never Say Nevers led-singel (första singel) "The Boy Is Mine" släpptes i maj 1998 och fick positiv kritik från media: "När Brandy har något i luften med Monica, som i 'backstabbing' The Boy Is Mine, hade inte samma känsla kunnat uppnåtts om till exempel Faith Evans och Mary J. Blige hade gjort det istället. De två yngre sångerskorna sjunger så lågt att man kan tro att de är rädda för att en lärare skulle höra dem". Singeln var först tänkt som en sololåt till Brandy men tack vare Monicas framgång vid tidpunkten gjordes den om till en duett. Sången klättrade till första plats i USA där den låg kvar i tretton veckor, därmed hade den större framgång än den förra led-singeln "I Wanna Be Down" som tog sig till en sjätte plats. "The Boy Is Mine" blev också Brandys genombrott internationellt, etta i Japan, Kanada, Nederländerna och Nya Zeeland samt över topp tio i flera andra länder, bland annat i Sverige. Musikvideon nominerades för två MTV Video Music Awards för  "Bästa R&B Video" och "Årets Video".
"Learn The Hard Way" är CD:ns fjärde spår och delar likheter med skivans titelspår. Det Guy Roche-producerade "Almost Doesn't Count" är det femte spåret, också den fjärde singeln från albumet. Den internationellt lyckade singeln "Top of the World" är den sjätte sången där även Mase medverkar. Den handlar om Brandy som pop-stjärna och att hon bara försöker vara sig själv och inte svävar bland molnen. Musikvideon regisserades av Paul Hunter och visar Norwood svävande i luften, även sittande vertikalt på skyskrapor. Den Darkchild-producerade "U Don't Know Me (Like U Used To)" är en bas-orienterad låt i upp-tempo, en av de få på CD:n. Den gavs ut som skivans sjätte och sista singel 1999. Sången är en remix med Shaunta och Da Brat. "Never Say Never", det åttonde spåret, producerades också av Darkchild (Jerkins) och gavs ut som singel endast i Tyskland år 2000.
Hitten "Have You Ever?" är det tionde spåret. "Put That On Everything", en mid-tempo ballad, är albumets elfte låt och skrevs av Brandy, L. Daniels, Fred Jenkins III, Rodney Jerkins och Joana Tejeda samt producerades av Rodney. 
"Happy" är en upp-tempo-sång som även finns med i filmen Double Platinum. Den fick positiv kritik från media. "One Voice" är det fjortonde spåret och även Unicefs officiella signatur låt, den fick varmt bemötande. Balladen "Tomorrow" är nästan 6 minuter lång och därmed den längsta på CD:n. Skivans sista sång är en cover på Bryan Adams "(Everything I Do) I Do It For You". Låten lyckades utan någon egentlig singel-release gå in på Nya Zeelands singellista.

## Medias mottagande
Never Say Never fick översvämmade beröm från recensenter och blev mycket uppskattat för sina ballader och Brandy hyllades för sin klara och raspiga röst. Albumet blev en global succé och debuterade som trea på Billboard 200 med mer än 160 000 sålda kopior under första veckan efter sin release. Följande vecka sålde skivan ytterligare 153 000 kopior och klättrade till placering 2. Never Say Never fortsatte att sälja i samma takt och fick fem platina-certifikat av RIAA.
Albumet låg på topp 10 på listorna i USA, Nederländerna, Tyskland, Danmark och Kanada, och på topp 20 på de flesta övriga listorna i Europa. I Asien blev skivan en hit och blev det första R&B-albumet i historien som låg etta på flera listor samtidigt. De flesta singlarna från cd:n toppade MTV Asia Hitlist under 1990-talet. Never Say Never stöttades även av Never Say Never World Tour, som blev sångerskans första världsturné.

## Priser och nomineringar
Never Say Never nominerades för fyra 41st Grammy Awards inkluderat, "Årets låt" för The Boy Is Mine, "Bästa R&B Album", "Bästa R&B Låt" för The Boy Is Mine, "Bästa R&B Presterande Av En Duo Eller Grupp" för The Boy Is Mine, den senare vann även. 
Vid 42nd Grammy Awards fick albumet en grammy-nominering för "Bästa kvinnliga R&B-sångs presterande" för Almost Doesn't Count. Bortsett grammys tog succé-CD:n emot flera Billboard Music Awards priser och nominerades för flera American Music Awards, MTV Awards och Soul Train Awards.

## Låtförteckning
| Nr           | Titel                                  | Producenter                                                                                                | Längd |
| ------------ | -------------------------------------- | --- | ----- |
| 1.           | Intro                                  | | 0:49  |
| 2.           | Angel In Disguise                      | LaShawn Daniels, Fred Jerkins III, Rodney Jerkins, Isaac Philips, Nycolia Turman, Traci Hale               | 4:48  |
| 3.           | The Boy Is Mine (duett med Monica)     | B. Norwood, LaShawn Daniels, Fred Jerkins III, Rodney Jerkins                                              | 4:55  |
| 4.           | Learn the Hard Way                     | B. Norwood, LaShawn Daniels, Fred Jerkins III, Rodney Jerkins                                              | 4:51  |
| 5.           | Almost Doesn't Count                   | Guy Roche, Shelly Peiken                                                                                   | 3:37  |
| 6.           | Top of the World (Feat. Mase)          | Mason Betha, LaShawn Daniels, Traci Hale, Fred Jerkins III, Rodney Jerkins, Isaac Phillips, Nycolia Turman | 4:41  |
| 7.           | U Don't Know Me (Like U Used To)       | Brandy Norwood, Rodney Jerkins, Isaac Phillips, Paris Davis, Sean Bryant                                   | 4:28  |
| 8.           | Never Say Never                        | Brandy Norwood, Rodney Jerkins, Fred Jerkins III, Japhe Tejeda, LaShawn Daniels, Rick Williams             | 5:10  |
| 9.           | Truthfully                             | Rodney Jerkins, Harvey Mason Jr., Marc Nelson, Brad Gilderman                                              | 4:58  |
| 10.          | Have You Ever?                         | Diane Warren                                                                                               | 4:32  |
| 11.          | Put That on Everything                 | Brandy Norwood, Rodney Jerkins, Fred Jerkins III, Japhe Tejeda, LaShawn Daniels                            | 4:51  |
| 12.          | In the Car: The Phone Call (Interlude) | Brandy Norwood                                                                                             | 1:10  |
| 13.          | Happy                                  | Brandy Norwood, Rodney Jerkins, Fred Jerkins III, Japhe Tejeda, LaShawn Daniels                            | 4:06  |
| 14.          | One Voice                              | Phil Gladston, Gordon Chambers                                                                             |       |
| 15.          | Tomorrow                               | Brandy Norwood, Rodney Jerkins, Fred Jerkins III, Japhe Tejeda, LaShawn Daniels                            | 5:21  |
| 16.          | (Everything I Do) I Do It for You      | Bryan Adams, Michael Kamen, Robert John "Mutt" Lange                                                       | 4:10  |
| Total längd: | Total längd:                           | Total längd:                                                                                               | 66:30 |

### Bonusspår
1. The Boy Is Mine (With Out Intro) (Japan Edition)
2. Have You Ever (Soul Skank Remix)
3. Top Of The World (Boogie Soul Remix)

### Överblivna låtar
1. Fooled By The Moon
2. Sunday Morning
3. The Only One For Me

## Produktion och personal
| - Anas Allaf - Gitarr - Chuckii Booker - Trummor - Nathan East - Basgitarr - David Foster - keyboard - Harvey Mason, Sr. - Slagverk, keyboard - Dean Parks - gitarr - Isaac Phillips - gitarr - Michael Thompson - gitarr - Rick Williams - gitarr | - Executive producers: Paris Davis, Rodney Jerkins, Craig Kallman, Brandy Norwood - Vocal assistance: Alex Brown, Bridgette Bryant, Carmen Carter, Nikisha Grierf, Dorian Holley, LaTonya Holman, Richard Jackson, Bobette Jamison-Harrison, Donyle Jones, Vatrina King, James McCrary, Kristle Murden, Willie Norwood, Kayla Parker, Shelly Peiken, Alfie Silas, Meri Thomas, Carmen Twillie, Mervyn Warren, Maxine Waters, Oren Waters, Yvonne Williams, BeBe Winans, Monalisa Young - Engineers: Leslie Brathwaite, Ken Deranteriasian, Felipe Elgueta, Ben Garrison, Brad Gilderman, Jean-Marie Horvat, Mario Lucy, Victor McCoy, Brandy Norwood, Al Schmitt, Rick Sigel, Moana Suchard, Chris Tergesen - Assistant engineers: Carlton Lynn, Victor McCoy, Moana Suchard, Greg Thompson - Mixing: Gerry Brown, Ken Deranteriasian, Brad Gilderman, Mick Guzauski, Dexter Simmons - Mixing assistance: Tom Bender - Mastering: Brian Gardner, Bernie Grundman - Art Direction: Thomas Bricker |

## Release-historik
| Land      | Datum       |
| --------- | ----------- |
| Frankrike | 4 juni 1998 |
| Europa    | 8 juni 1998 |
| kanada    | 9 juni 1998 |
| USA       | 9 juni 1998 |

## Listor och certifieringar
| Lista (1998)                          | Utgivare                           | Topp position | Certifikat   | Försäljning |
| ------------------------------------- | ---------------------------------- | ------------- | ------------ | ----------- |
| Australian Albums Chart               | ARIA                               | 13            | Platinum     | 70,000+     |
| Austrian Albums Chart                 | Media Control                      | 17            |              |             |
| Belgian Albums Chart                  | Ultratop                           | 21            | Platinum     | 70,000+     |
| Canadian Albums Chart                 | CRIA/Nielsen SoundScan             | 3             | 4x Platinum  | 400,000+    |
| Danish Albums Chart                   | IFPI/Nielsen SoundScan             | 10            | Gold         | 40,000+     |
| Dutch Albums Chart                    | NVPI                               | 5             | Gold         | 40,000+     |
| French Albums Chart                   | SNEP/IFOP                          | 12            | Gold         | 200,000+    |
| German Albums Chart                   | Media Control                      | 10            | Gold         | 250,000+    |
| Indonesian Albums Chart               | ASARI                              |               | Gold         | 75,000+     |
| Irish Albums Chart                    | IRMA                               |               | Gold         | 15,000+     |
| Japanese Albums Chart                 | Oricon                             | 14            | 2x Platinum  | 500,000+    |
| Malaysian Albums Chart                | RIM                                |               | 10x Platinum | 25,000+     |
| New Zealand Albums Chart              | RIANZ                              | 16            | Platinum     | 15,000+     |
| Norwegian Albums Chart                | VG Nett                            | 25            |              |             |
| Philippine Albums Chart               | PARI                               |               | Platinum     | 30,000+     |
| South African Albums Chart            | RISA                               |               | Platinum     | 50,000+     |
| Swedish Albums Chart                  | GLF                                | 16            |              |             |
| Swiss Albums Chart                    | Media Control                      | 11            |              |             |
| UK Albums Chart                       | BPI/The Official UK Charts Company | 19            | Gold         | 100,000+    |
| U.S. Billboard 200                    | Billboard                          | 2             | 5x Platinum  | 5,000,000+  |
| U.S. Billboard Top R&B/Hip-Hop Albums | Billboard                          | 2             | 5x Platinum  | 5,000,000+  |

### Albumomslag
Brandy - Never Say Never